# Società Sportiva Calcio Napoli 2014-2015
Questa voce raccoglie le informazioni riguardanti la Società Sportiva Calcio Napoli nelle competizioni ufficiali della stagione 2014-2015.

## Stagione

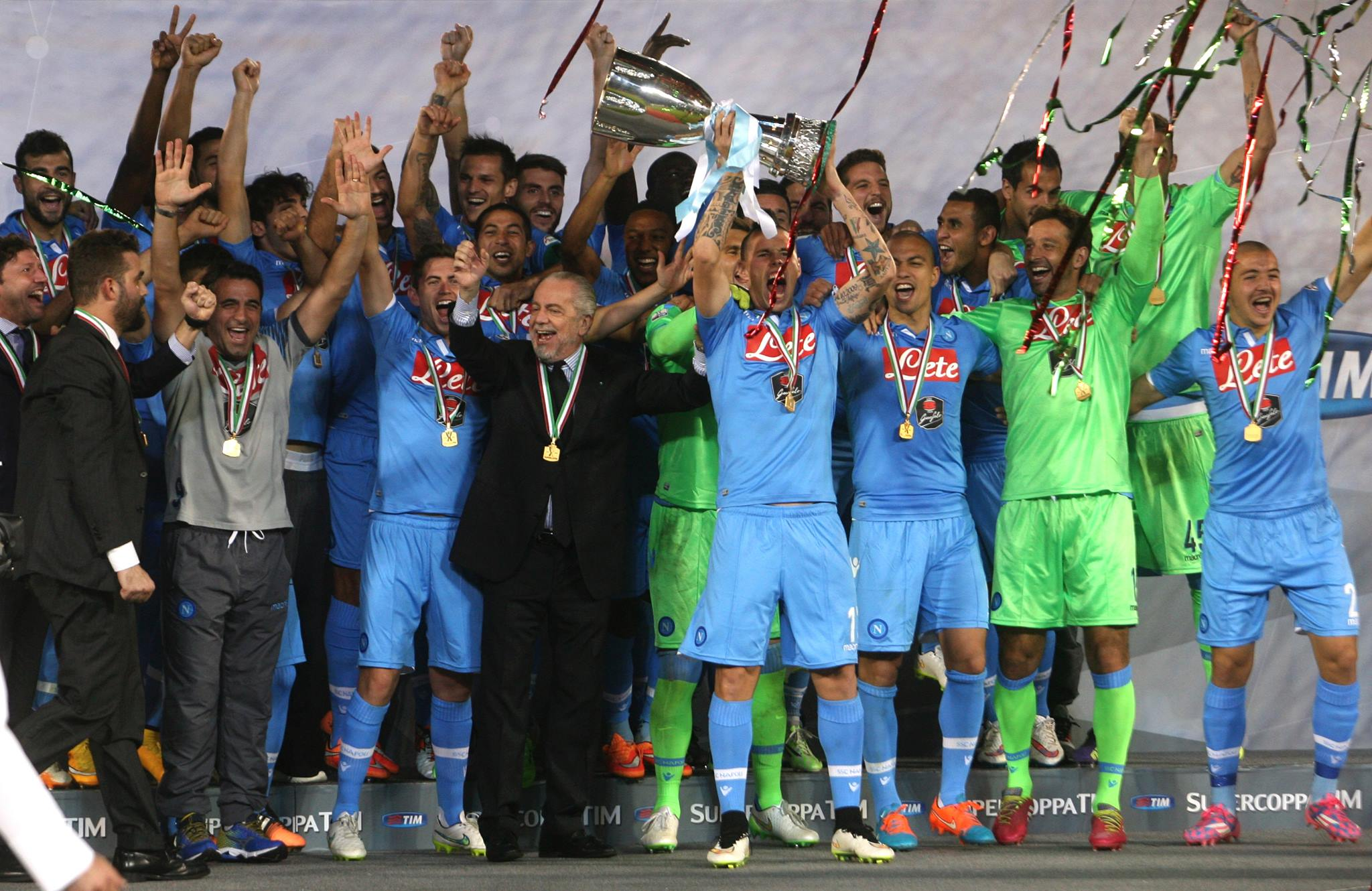
I festeggiamenti per la vittoria della Supercoppa italiana

Il Napoli non riesce a superare il play-off di Champions League, venendo sconfitto dallo spagnolo Athletic Bilbao con il punteggio complessivo di 4-2. Il mancato accesso alla fase a gironi comporta il ripescaggio in Europa League, il cui sorteggio assegna ai campani il girone I. L'avvio del campionato non è favorevole alla squadra di Benítez, che perde contro il Chievo e l'Udinese. Dopo aver ceduto allo Young Boys in coppa, i partenopei reagiscono infilando - in tutte le competizioni - una striscia di 11 partite senza sconfitte tanto da conseguire con una giornata anticipo la qualificazione per i sedicesimi della competizione europea grazie al pareggio in Repubblica Ceca contro lo Sparta Praga e chiudendo il girone al primo posto con 13 punti, frutto di quattro vittorie e il già citato pareggio. La serie positiva viene fermata dal Milan, che battendo il Napoli lo aggancia al sesto posto. L'ultima partita del 2014 regala comunque un trofeo al club, che vince la Supercoppa italiana ai rigori contro la Juventus (dopo il 2-2 dei supplementari). Nel penultimo turno di andata del campionato, i torinesi tornano invece a vincere in casa degli azzurri dopo 14 anni. Al giro di boa, la formazione occupa il terzo posto grazie alla vittoria dello scontro diretto con la Lazio: il piazzamento, condiviso in quel momento con la Sampdoria, viene poi ottenuto in solitaria battendo il Genoa nella giornata successiva. Nel frattempo, giunge anche l'accesso alle semifinali di Coppa Italia per le vittorie contro Udinese (ai rigori) e Inter (nel recupero). Nonostante il passaggio del turno anche in Europa (dove vengono eliminati Trabzonspor ai sedicesimi e Dinamo Mosca agli ottavi, passando ai quarti dopo 26 anni (l'anno della vittoria dell'Europa League)), il Napoli subisce il sorpasso della Lazio in campionato a causa delle sconfitte con Palermo, Torino e Verona, e con la sconfitta contro la Roma, il Napoli, ormai con un mese e mezzo senza vittorie in campionato, scivola anche al sesto posto, superato dalla Sampdoria. Il confronto con i laziali si estende anche alla Coppa Italia, dove i biancocelesti hanno la meglio con il risultato totale di 2-1.. Gli azzurri raggiungono la semifinale anche in campo continentale dopo aver sconfitto il Wolfsburg per 1-4 in Germania, seguito da un pareggio 2-2 in casa, ma in campionato sono ormai scivolati fuori dalla lotta per la Champions League. In Europa trovano ad attenderli il Dnipro, che all'andata pareggia con un gol in fuorigioco: la sconfitta di misura nel ritorno spegne i sogni di gloria, ad un passo dal traguardo. Seppur con poche speranze date dall'aritmetica, la corsa al terzo posto non è ancora archiviata. Nell'ultima partita di campionato, il Napoli affronta proprio la Lazio: i romani, che pure contano un vantaggio di 3 punti in classifica, verrebbero sorpassati in caso di sconfitta. Sotto di 2 reti all'intervallo, i campani rimontano grazie alla doppietta di Higuaín che fallisce però un rigore (quello del possibile 3-2): negli ultimi minuti, la Lazio segna ancora (con Onazi e Klose) e vince per 4-2, facendo sua la qualificazione alla Champions. Il Napoli termina in quinta posizione, superato anche dalla Fiorentina, dovendosi accontentare della partecipazione all'Europa League 2015-16: nel mese di giugno, Benítez annuncia l'addio al club e il conseguente approdo al Real Madrid.

## Divise e sponsor
La Macron fornisce il materiale tecnico per la sesta stagione consecutiva. Due gli sponsor che compaiono sulle divise partenopee: al marchio Acqua Lete, giunto alla decima stagione da partner ufficiale degli azzurri, si affianca quello di Pasta Garofalo (dopo la conclusione dell'accordo triennale con MSC Crociere) limitatamente alle gare di campionato, poiché nelle competizioni internazionali è consentito esibire un solo sponsor sulla maglia.
| Casa | Trasferta | Terza divisa | Casa (coppe europee) | Trasferta (coppe europee) | 1ª Portiere | 2ª Portiere | 3ª Portiere |

## Organigramma societario
Dal sito ufficiale del Napoli.
Area direttiva
- Presidente: Aurelio De Laurentiis
- Vicepresidenti: Jacqueline Marie Baudit ed Edoardo De Laurentiis
- Consigliere: Valentina De Laurentiis
- Consigliere delegato: Andrea Chiavelli

Area comunicazione
- Direttore area comunicazione: Nicola Lombardo
- Addetto stampa: Guido Baldari

Area marketing
- Head of operations, sales & marketing: Alessandro Formisano

Area organizzativa
- Direttore amministrativo: Laura Belli
- Direttore processi amministrativi e compliance: Antonio Saracino
- Segretario: Alberto Vallefuoco

Area tecnica
- Direttore Sportivo: Riccardo Bigon
- Team manager: Giovanni Paolo De Matteis
- Responsabile settore scouting: Maurizio Micheli
- Coordinatore settore scouting: Marco Zunino
- Capo Osservatori: Leonardo Mantovani
- Allenatore: Rafael Benítez
- Allenatore in 2ª: Fabio Pecchia
- Preparatori atletici: Francisco de Miguel Moreno e Corrado Saccone
- Preparatore dei portieri: Xavi Valero
- Analisti: Antonio Gómez Pérez e Pedro Jiménez Campos

Area sanitaria
- Settore sanitario: Dott. Alfonso De Nicola
- Fisiatra: Dott. Enrico D'Andrea
- Medico dello sport: Dott. Raffaele Canonico
- Fisioterapisti: Giovanni D'Avino e Agostino Santaniello
- Riabilitatore: Rosario D'Onofrio
- Massaggiatore: Marco Di Lullo

## Rosa
Rosa e numerazione aggiornate al 4 febbraio 2015.
| N. |                        | Ruolo | Calciatore                       |
| -- | ---------------------- | ----- | -------------------------------- |
| 1  | Brasile (bandiera)     | P     | Rafael                           |
| 3  | Croazia (bandiera)     | D     | Ivan Strinić                     |
| 4  | Brasile (bandiera)     | D     | Henrique                         |
| 5  | Uruguay (bandiera)     | D     | Miguel Ángel Britos              |
| 6  | Paesi Bassi (bandiera) | C     | Jonathan de Guzmán               |
| 7  | Spagna (bandiera)      | A     | José María Callejón              |
| 8  | Italia (bandiera)      | C     | Jorginho                         |
| 9  | Argentina (bandiera)   | A     | Gonzalo Higuaín                  |
| 11 | Italia (bandiera)      | D     | Christian Maggio (vice capitano) |
| 14 | Belgio (bandiera)      | A     | Dries Mertens                    |
| 15 | Italia (bandiera)      | P     | Roberto Colombo                  |
| 16 | Italia (bandiera)      | D     | Giandomenico Mesto               |
| 17 | Slovacchia (bandiera)  | C     | Marek Hamšík (capitano)          |
| 18 | Colombia (bandiera)    | D     | Juan Camilo Zúñiga               |
| 19 | Spagna (bandiera)      | C     | David López                      |

| N. |                      | Ruolo | Calciatore         |
| -- | -------------------- | ----- | ------------------ |
| 21 | Spagna (bandiera)    | A     | Michu              |
| 22 | Croazia (bandiera)   | C     | Josip Radošević    |
| 23 | Italia (bandiera)    | A     | Manolo Gabbiadini  |
| 24 | Italia (bandiera)    | A     | Lorenzo Insigne    |
| 26 | Senegal (bandiera)   | D     | Kalidou Koulibaly  |
| 31 | Algeria (bandiera)   | D     | Faouzi Ghoulam     |
| 33 | Spagna (bandiera)    | D     | Raúl Albiol        |
| 44 | Brasile (bandiera)   | D     | Bruno Uvini        |
| 45 | Argentina (bandiera) | P     | Mariano Andújar    |
| 77 | Uruguay (bandiera)   | C     | Walter Gargano     |
| 83 | Italia (bandiera)    | P     | Antonio Rosati     |
| 88 | Svizzera (bandiera)  | C     | Gökhan Inler       |
| 91 | Colombia (bandiera)  | A     | Duván Zapata       |
| 96 | Italia (bandiera)    | D     | Sebastiano Luperto |

## Calciomercato

### Sessione estiva(dall'1/7 all'1/9)
| Acquisti         | Acquisti             | Acquisti        | Acquisti                    |
| R.               | Nome                 | da              | Modalità                    |
| ---------------- | -------------------- | --------------- | --------------------------- |
| P                | Mariano Andújar      | Catania         | fine prestito               |
| D                | Kalidou Koulibaly    | Genk            | definitivo (8 milioni €)    |
| C                | Jonathan de Guzmán   | Villarreal      | definitivo (7,25 milioni €) |
| C                | Walter Gargano       | Parma           | fine prestito               |
| C                | David López          | Espanyol        | definitivo (6 milioni €)    |
| A                | Michu                | Swansea City    | prestito                    |
| Altre operazioni |                      |                 |                             |
| R.               | Nome                 | da              | Modalità                    |
| P                | Luigi Sepe           | Virtus Lanciano | fine prestito               |
| D                | Emanuele Allegra     | Pavia           | fine prestito               |
| D                | Daniele Celiento     | Viareggio       | fine prestito               |
| D                | Daniele Donnarumma   | Como            | fine prestito               |
| D                | Ignacio Fideleff     | Tigre           | fine prestito               |
| D                | Alessandro Gamberini | Genoa           | fine prestito               |
| D                | Giuseppe Nicolao     | Viareggio       | fine prestito               |
| C                | Pablo Armero         | West Ham Utd    | fine prestito               |
| C                | Marco Donadel        | Verona          | fine prestito               |
| C                | Omar El Kaddouri     | Torino          | fine prestito               |
| C                | Giuseppe Fornito     | Pescara         | fine prestito               |
| C                | Raffaele Maiello     | Ternana         | fine prestito               |
| C                | Luigi Vitale         | Juve Stabia     | fine prestito               |
| A                | Emanuele Calaiò      | Genoa           | fine prestito               |
| A                | Camillo Ciano        | Avellino        | fine prestito               |
| A                | Nicolao Dumitru      | Reggina         | fine prestito               |
| A                | Roberto Insigne      | Perugia         | fine prestito               |
| A                | Soma Novothny        | Paganese        | fine prestito               |
| A                | Eduardo Vargas       | Valencia        | fine prestito               |

| Cessioni         | Cessioni             | Cessioni         | Cessioni                           |
| R.               | Nome                 | a                | Modalità                           |
| ---------------- | -------------------- | ---------------- | ---------------------------------- |
| P                | Toni Doblas          | -                | fine contratto                     |
| P                | José Manuel Reina    | Liverpool        | fine prestito                      |
| D                | Federico Fernández   | Swansea City     | definitivo (9,9 milioni €)         |
| D                | Anthony Réveillère   | -                | fine contratto                     |
| C                | Davide Bariti        | -                | fine contratto                     |
| C                | Valon Behrami        | Amburgo          | definitivo (2,919 milioni €)       |
| C                | Blerim Džemaili      | Galatasaray      | definitivo (2,35 milioni €)        |
| A                | Goran Pandev         | Galatasaray      | definitivo                         |
| Altre operazioni |                      |                  |                                    |
| R.               | Nome                 | a                | Modalità                           |
| P                | Diamante Crispino    | Como             | definitivo                         |
| P                | Luigi Sepe           | Empoli           | prestito                           |
| D                | Emanuele Allegra     | Pontedera        | prestito                           |
| D                | Paolo Cannavaro      | Sassuolo         | definitivo                         |
| D                | Daniele Celiento     | Pistoiese        | prestito                           |
| D                | Daniele Donnarumma   | Messina          | definitivo                         |
| D                | Ignacio Fideleff     | Ergotelīs        | prestito                           |
| D                | Alessandro Gamberini | Chievo           | definitivo                         |
| D                | Armando Izzo         | Avellino         | risol. compartecipazione           |
| D                | Igor Łasicki         | Gubbio           | prestito                           |
| D                | Giuseppe Nicolao     | Alessandria      | prestito                           |
| C                | Pablo Armero         | Udinese          | risol. compartecipazione           |
| C                | Luca Cigarini        | Atalanta         | risol. compartecipazione           |
| C                | Jacopo Dezi          | Crotone          | risc. compartecipazione (80 000 €) |
| C                | Marco Donadel        | -                | risoluzione contratto              |
| C                | Omar El Kaddouri     | Torino           | prestito (1,25 milioni €)          |
| C                | Giuseppe Fornito     | Cosenza          | prestito                           |
| C                | Raffaele Maiello     | Crotone          | prestito                           |
| C                | Andrea Mancini       | Pescara          | fine prestito                      |
| C                | Luigi Vitale         | Ternana          | definitivo                         |
| A                | Emanuele Calaiò      | Catania          | definitivo                         |
| A                | Camillo Ciano        | Parma            | definitivo                         |
| A                | Gianluca D'Auria     | Neapolis Mugnano | prestito                           |
| A                | Alessandro De Vena   | Viareggio        | risol. compartecipazione           |
| A                | Nicolao Dumitru      | GAS Veria        | prestito                           |
| A                | Roberto Insigne      | Reggina          | prestito                           |
| A                | Soma Novothny        | Mantova          | prestito                           |
| A                | Gerardo Rubino       | Virtus Entella   | fine prestito                      |
| A                | Gennaro Tutino       | Vicenza          | prestito                           |
| A                | Eduardo Vargas       | QPR              | prestito (1 milioni €)             |

### Sessione invernale(dal 5/1 al 2/2)
| Acquisti         | Acquisti          | Acquisti  | Acquisti                    |
| R.               | Nome              | da        | Modalità                    |
| ---------------- | ----------------- | --------- | --------------------------- |
| D                | Ivan Strinić      |           | svincolato                  |
| D                | Bruno Uvini       | Santos    | fine prestito               |
| A                | Manolo Gabbiadini | Sampdoria | definitivo (12,5 milioni €) |
| Altre operazioni |                   |           |                             |
| R.               | Nome              | da        | Modalità                    |
| D                | Emanuele Allegra  | Pontedera | risoluzione prestito        |
| A                | Soma Novothny     | Mantova   | risoluzione prestito        |
| A                | Gennaro Tutino    | Vicenza   | risoluzione prestito        |

| Cessioni         | Cessioni         | Cessioni      | Cessioni         |
| R.               | Nome             | a             | Modalità         |
| ---------------- | ---------------- | ------------- | ---------------- |
| P                | Antonio Rosati   | Fiorentina    | definitivo       |
| C                | Josip Radošević  | Rijeka        | prestito         |
| Altre operazioni |                  |               |                  |
| R.               | Nome             | a             | Modalità         |
| D                | Emanuele Allegra | Südtirol      | prestito         |
| C                | Giuseppe Palma   | Spyris Kaunas | prestito         |
| A                | Soma Novothny    | Südtirol      | prestito         |
| A                | Frank Liivak     |               | risol. contratto |
| A                | Gennaro Tutino   | Gubbio        | prestito         |

## Risultati

### Serie A

#### Girone di andata
| Arbitro: | Banti (Livorno) |

|             |           |                             |
| Pinilla 40’ | Marcatori | 3’ Callejón 90+5’ de Guzmán |

| Arbitro: | Giacomelli (Trieste) |

|  |           |                |
|  | Marcatori | 49’ Maxi López |

| Arbitro: | Tagliavento (Terni) |

|            |           |  |
| Danilo 70’ | Marcatori |  |

| Arbitro: | Doveri (Roma) |

|                                        |           |                              |
| Koulibaly 2’ Zapata 11’ Callejón 45+1’ | Marcatori | 18’, 61’ Belotti 24’ Vázquez |

| Arbitro: | Peruzzo (Schio) |

|  |           |              |
|  | Marcatori | 28’ Callejón |

| Arbitro: | Massa (Imperia) |

|                          |           |                  |
| Insigne 55’ Callejón 72’ | Marcatori | 14’ Quagliarella |

| Arbitro: | Orsato (Schio) |

|                           |           |                   |
| Guarín 82’ Hernanes 90+1’ | Marcatori | 79’, 90’ Callejón |

| Arbitro: | Gervasoni (Mantova) |

|                                                             |           |                                |
| Hamšík 44’, 58’ Higuaín 68’, 84’, 90+1’ (rig.) Callejón 76’ | Marcatori | 1’ Hallfreðsson 66’ Nico López |

| Arbitro: | Damato (Barletta) |

|           |           |             |
| Denis 57’ | Marcatori | 86’ Higuaín |

| Arbitro: | Tagliavento (Terni) |

|                         |           |  |
| Higuaín 3’ Callejón 85’ | Marcatori |  |

| Arbitro: | Valeri (Roma) |

|  |           |             |
|  | Marcatori | 61’ Higuaín |

| Arbitro: | Tommasi (Bassano del Grappa) |

|                                     |           |                            |
| Higuaín 11’ Inler 30’ de Guzmán 62’ | Marcatori | 38’ Ibarbo 47’, 68’ Farias |

| Arbitro: | Rocchi (Firenze) |

|          |           |              |
| Éder 57’ | Marcatori | 90+2’ Zapata |

| Arbitro: | Cervellera (Taranto) |

|                          |           |                      |
| Zapata 67’ de Guzmán 72’ | Marcatori | 19’ Verdi 53’ Rugani |

| Arbitro: | Damato (Barletta) |

|                          |           |  |
| Ménez 6’ Bonaventura 52’ | Marcatori |  |

| Arbitro: | Di Bello (Brindisi) |

|                               |           |  |
| Zapata 19’ Mertens 30’ (rig.) | Marcatori |  |

| Arbitro: | Massa (Imperia) |

|             |           |                                                  |
| Brienza 75’ | Marcatori | 29’ Callejón 41’, 72’ Higuaín 68’ (aut.) Capelli |

| Arbitro: | Tagliavento (Terni) |

|            |           |                                   |
| Britos 64’ | Marcatori | 29’ Pogba 69’ Cáceres 90+4’ Vidal |

| Arbitro: | Rizzoli (Bologna) |

|  |           |             |
|  | Marcatori | 18’ Higuaín |

#### Girone di ritorno
| Arbitro: | Calvarese (Teramo) |

|                        |           |                 |
| Higuaín 7’, 75’ (rig.) | Marcatori | 56’ Iago Falque |

| Arbitro: | Banti (Livorno) |

|                   |           |                                 |
| Britos 25’ (aut.) | Marcatori | 18’ (aut.) Cesar 62’ Gabbiadini |

| Arbitro: | Di Bello (Brindisi) |

|                                              |           |             |
| Mertens 8’ Gabbiadini 21’ Théréau 59’ (aut.) | Marcatori | 27’ Théréau |

| Arbitro: | Mazzoleni (Bergamo) |

|                                   |           |                |
| Lazaar 14’ Vázquez 36’ Rigoni 65’ | Marcatori | 82’ Gabbiadini |

| Arbitro: | Massa (Imperia) |

|                       |           |  |
| Zapata 61’ Hamšík 70’ | Marcatori |  |

| Arbitro: | Irrati (Pistoia) |

|          |           |  |
| Glik 68’ | Marcatori |  |

| Arbitro: | Rocchi (Firenze) |

|                        |           |                               |
| Hamšík 51’ Higuaín 63’ | Marcatori | 72’ Palacio 87’ (rig.) Icardi |

| Arbitro: | Banti (Livorno) |

|              |           |  |
| Toni 7’, 51’ | Marcatori |  |

| Arbitro: | Calvarese (Teramo) |

|            |           |             |
| Zapata 89’ | Marcatori | 72’ Pinilla |

| Arbitro: | Rizzoli (Bologna) |

|            |           |  |
| Pjanić 25’ | Marcatori |  |

| Arbitro: | Damato (Barletta) |

|                                     |           |  |
| Mertens 23’ Hamšík 71’ Callejón 89’ | Marcatori |  |

| Arbitro: | Valeri (Roma) |

|  |           |                                                  |
|  | Marcatori | 24’ Callejón 45+1’ (aut.) Balzano 59’ Gabbiadini |

| Arbitro: | Doveri (Roma) |

|                                                    |           |                              |
| Gabbiadini 31’ Higuaín 34’, 81’ (rig.) Insigne 47’ | Marcatori | 12’ (aut.) Albiol 89’ Muriel |

| Arbitro: | Massa (Imperia) |

|                                                                 |           |                                 |
| Maccarone 8’ Britos 43’ (aut.) Saponara 45+1’ Albiol 81’ (aut.) | Marcatori | 64’ (aut.) Laurini 90+1’ Hamšík |

| Arbitro: | Mazzoleni (Bergamo) |

|                                       |           |  |
| Hamšík 70’ Higuaín 74’ Gabbiadini 76’ | Marcatori |  |

| Arbitro: | Giacomelli (Trieste) |

|                           |           |                            |
| Palladino 9’ Jorquera 33’ | Marcatori | 28’ Gabbiadini 72’ Mertens |

| Arbitro: | Irrati (Pistoia) |

|                                 |           |                   |
| Mertens 19’, 57’ Gabbiadini 21’ | Marcatori | 15’, 45+2’ Defrel |

| Arbitro: | Banti (Livorno) |

|                                           |           |                 |
| Pereyra 13’ Sturaro 77’ Pepe 90+3’ (rig.) | Marcatori | 50’ David López |

| Arbitro: | Rocchi (Firenze) |

|                  |           |                                                 |
| Higuaín 55’, 64’ | Marcatori | 33’ Parolo 45+1’ Candreva 85’ Onazi 90+2’ Klose |

### Coppa Italia

#### Fase finale
| Arbitro: | Orsato (Schio) |

|                                         |                      |                                             |
| Jorginho 65’ (rig.) Hamšík 99’          | Marcatori            | 58’ Théréau 104’ Kone                       |
| de Guzmán Jorginho Mesto Hamšík Higuaín | Tiri di rigore 5 – 4 | Bruno Fernandes Guilherme Kone Danilo Allan |

| Arbitro: | Massa (Imperia) |

|               |           |  |
| Higuaín 90+3’ | Marcatori |  |

| Arbitro: | Damato (Barletta) |

|           |           |                |
| Klose 33’ | Marcatori | 58’ Gabbiadini |

| Arbitro: | Orsato (Schio) |

|  |           |           |
|  | Marcatori | 79’ Lulić |

### UEFA Champions League

#### Qualificazioni
| Arbitro: | Eriksson |

|             |           |             |
| Higuaín 68’ | Marcatori | 41’ Muniain |

| Arbitro: | Çakır |

|                                |           |            |
| Aduriz 61’, 69’ Ibai Gómez 74’ | Marcatori | 47’ Hamšík |

### UEFA Europa League

#### Fase a gironi
| Arbitro: | Blom |

|                                     |           |              |
| Higuaín 23’ (rig.) Mertens 51’, 81’ | Marcatori | 14’ Hušbauer |

| Arbitro: | Strahonja |

|  |           |                        |
|  | Marcatori | 35’ Hamšík 74’ Higuaín |

| Arbitro: | Buquet |

|                          |           |  |
| Hoarau 52’ Bertone 90+2’ | Marcatori |  |

| Arbitro: | Hansen |

|                           |           |  |
| de Guzmán 45+2’, 65’, 83’ | Marcatori |  |

| Praga 27 novembre 2014, ore 19:00 CET 5ª giornata | Sparta Praga | 0 – 0 referto | Napoli | Stadion Letná (16 111 spett.)\| Arbitro: \| Marriner \| |
| Arbitro:                                          | Marriner     |               |        |                                                         |

| Arbitro: | Stavrev |

|                                  |           |  |
| Mertens 6’ Hamšík 16’ Zapata 75’ | Marcatori |  |

#### Fase ad eliminazione diretta
| Arbitro: | Bezborodov |

|  |           |                                                     |
|  | Marcatori | 6’ Henrique 20’ Higuaín 27’ Gabbiadini 90+2’ Zapata |

| Arbitro: | Bebek |

|               |           |  |
| de Guzmán 19’ | Marcatori |  |

| Arbitro: | Sidīropoulos |

|                              |           |            |
| Higuaín 25’, 31’ (rig.), 55’ | Marcatori | 2’ Kurányi |

| Mosca 19 marzo 2015, ore 18:00 MSK Ottavi di finale - Ritorno | Dinamo Mosca | 0 – 0 referto | Napoli | Arena Chimki (17 356 spett.)\| Arbitro: \| Nijhuis \| |
| Arbitro:                                                      | Nijhuis      |               |        |                                                       |

| Arbitro: | Lahoz |

|              |           |                                            |
| Bendtner 80’ | Marcatori | 15’ Higuaín 23’, 64’ Hamšík 77’ Gabbiadini |

| Arbitro: | Çakır |

|                          |           |                       |
| Callejón 50’ Mertens 65’ | Marcatori | 71’ Klose 73’ Perišić |

| Arbitro: | Moen |

|                 |           |               |
| David López 50’ | Marcatori | 81’ Selezn'ov |

| Arbitro: | Mažić |

|               |           |  |
| Selezn'ov 58’ | Marcatori |  |

### Supercoppa italiana
| Arbitro: | Valeri (Roma) |

|                                                                     |                      |                                                                          |
| Tévez 5’, 107’                                                      | Marcatori            | 68’, 118’ Higuaín                                                        |
| Tévez Vidal Pogba Marchisio Morata Bonucci Chiellini Pereyra Padoin | Tiri di rigore 5 – 6 | Jorginho Ghoulam Albiol Inler Higuaín Gargano Mertens Callejón Koulibaly |

## Statistiche finali

### Statistiche di squadra
| Competizione          | Punti | In casa | In casa | In casa | In casa | In casa | In casa | In trasferta | In trasferta | In trasferta | In trasferta | In trasferta | In trasferta | Totale | Totale | Totale | Totale | Totale | Totale | DR  |
| Competizione          | Punti | G       | V       | N       | P       | Gf      | Gs      | G            | V            | N            | P            | Gf           | Gs           | G      | V      | N      | P      | Gf     | Gs     | DR  |
| --------------------- | ----- | ------- | ------- | ------- | ------- | ------- | ------- | ------------ | ------------ | ------------ | ------------ | ------------ | ------------ | ------ | ------ | ------ | ------ | ------ | ------ | --- |
| Serie A               | 63    | 19      | 11      | 5       | 3       | 46      | 28      | 19           | 7            | 4            | 8            | 25           | 26           | 38     | 18     | 9      | 11     | 70     | 54     | +16 |
| Coppa Italia          | -     | 3       | 1       | 1       | 1       | 3       | 3       | 1            | 0            | 1            | 0            | 1            | 1            | 4      | 1      | 2      | 1      | 4      | 4      | 0   |
| UEFA Champions League | -     | 1       | 0       | 1       | 0       | 1       | 1       | 1            | 0            | 0            | 1            | 1            | 3            | 2      | 0      | 1      | 1      | 2      | 4      | -2  |
| UEFA Europa League    | 13    | 7       | 5       | 2       | 0       | 16      | 5       | 7            | 3            | 2            | 2            | 10           | 4            | 14     | 8      | 4      | 2      | 26     | 9      | +17 |
| Supercoppa italiana   | -     | -       | -       | -       | -       | -       | -       | -            | -            | -            | -            | -            | -            | 1      | 0      | 1      | 0      | 2      | 2      | 0   |
| Totale                | -     | 30      | 17      | 9       | 4       | 66      | 37      | 28           | 10           | 7            | 11           | 37           | 34           | 59     | 27     | 17     | 15     | 104    | 73     | +31 |

### Andamento in campionato
| Giornata  | 1 | 2 | 3  | 4  | 5 | 6 | 7 | 8 | 9 | 10 | 11 | 12 | 13 | 14 | 15 | 16 | 17 | 18 | 19 | 20 | 21 | 22 | 23 | 24 | 25 | 26 | 27 | 28 | 29 | 30 | 31 | 32 | 33 | 34 | 35 | 36 | 37 | 38 |
| --------- | - | - | -- | -- | - | - | - | - | - | -- | -- | -- | -- | -- | -- | -- | -- | -- | -- | -- | -- | -- | -- | -- | -- | -- | -- | -- | -- | -- | -- | -- | -- | -- | -- | -- | -- | -- |
| Luogo     | T | C | T  | C  | T | C | T | C | T | C  | T  | C  | T  | C  | T  | C  | T  | C  | T  | C  | T  | C  | T  | C  | T  | C  | T  | C  | T  | C  | T  | C  | T  | C  | T  | C  | T  | C  |
| Risultato | V | P | P  | N  | V | V | N | V | N | V  | V  | N  | N  | N  | P  | V  | V  | P  | V  | V  | V  | V  | P  | V  | P  | N  | P  | N  | P  | V  | V  | V  | P  | V  | N  | V  | P  | P  |
| Posizione | 1 | 8 | 12 | 10 | 8 | 7 | 7 | 7 | 7 | 5  | 3  | 3  | 3  | 5  | 6  | 3  | 3  | 4  | 3  | 3  | 3  | 3  | 3  | 3  | 3  | 3  | 4  | 5  | 6  | 4  | 4  | 4  | 4  | 4  | 4  | 4  | 4  | 5  |

Fonte:  Serie A – Classifiche, su sport.sky.it, Sky Sport. URL consultato il 28 luglio 2014 (archiviato dall'url originale l'11 settembre 2014).
Legenda:

Luogo: C = Casa; T = Trasferta. Risultato: V = Vittoria; N = Pareggio; P = Sconfitta.

### Statistiche dei giocatori
In corsivo i giocatori ceduti a stagione in corso.
| Giocatore     | Serie A  | Serie A | Serie A     | Serie A    | Coppa Italia | Coppa Italia | Coppa Italia | Coppa Italia | Champions League + Europa League | Champions League + Europa League | Champions League + Europa League | Champions League + Europa League | Supercoppa italiana | Supercoppa italiana | Supercoppa italiana | Supercoppa italiana | Totale   | Totale | Totale      | Totale     |
| Giocatore     | Presenze | Reti    | Ammonizioni | Espulsioni | Presenze     | Reti         | Ammonizioni  | Espulsioni   | Presenze                         | Reti                             | Ammonizioni                      | Espulsioni                       | Presenze            | Reti                | Ammonizioni         | Espulsioni          | Presenze | Reti   | Ammonizioni | Espulsioni |
| ------------- | -------- | ------- | ----------- | ---------- | ------------ | ------------ | ------------ | ------------ | -------------------------------- | -------------------------------- | -------------------------------- | -------------------------------- | ------------------- | ------------------- | ------------------- | ------------------- | -------- | ------ | ----------- | ---------- |
| R. Albiol     | 35       | 0       | 10          | 0          | 4            | 0            | 2            | 0            | 2+10                             | 0                                | 0                                | 0                                | 1                   | 0                   | 1                   | 0                   | 52       | 0      | 13          | 0          |
| M. Andújar    | 15       | -24     | 0           | 0          | 4            | -4           | 0            | 0            | 0+8                              | 0+-6                             | 0                                | 0                                | -                   | -                   | -                   | -                   | 27       | -34    | 0           | 0          |
| M. Britos     | 19       | 1       | 7           | 1          | 4            | 0            | 1            | 0            | 2+12                             | 0                                | 0+1                              | 0                                | -                   | -                   | -                   | -                   | 37       | 1      | 9           | 1          |
| J. Callejón   | 38       | 11      | 2           | 0          | 4            | 0            | 0            | 0            | 2+14                             | 0+1                              | 0+1                              | 0                                | 1                   | 0                   | 1                   | 0                   | 59       | 12     | 4           | 0          |
| R. Colombo    | -        | -       | -           | -          | -            | -            | -            | -            | -                                | -                                | -                                | -                                | -                   | -                   | -                   | -                   | -        | -      | -           | -          |
| J. de Guzmán  | 23       | 3       | 1           | 0          | 4            | 0            | 1            | 0            | 0+8                              | 0+4                              | 0                                | 0                                | 1                   | 0                   | 0                   | 0                   | 36       | 7      | 2           | 0          |
| M. Gabbiadini | 20       | 8       | 1           | 0          | 4            | 1            | 1            | 0            | 0+6                              | 0+1                              | 0+1                              | 0                                | -                   | -                   | -                   | -                   | 30       | 10     | 3           | 0          |
| W. Gargano    | 24       | 0       | 6           | 0          | 3            | 0            | 1            | 0            | 2+6                              | 0                                | 1+0                              | 0                                | 1                   | 0                   | 0                   | 0                   | 36       | 0      | 8           | 0          |
| F. Ghoulam    | 21       | 0       | 7           | 1          | 3            | 0            | 0            | 0            | 1+13                             | 0                                | 1+3                              | 0                                | 1                   | 0                   | 1                   | 0                   | 39       | 0      | 12          | 1          |
| M. Hamšík     | 35       | 7       | 1           | 0          | 4            | 1            | 0            | 0            | 2+12                             | 1+4                              | 0                                | 0                                | 1                   | 0                   | 0                   | 0                   | 54       | 13     | 1           | 0          |
| Henrique      | 11       | 0       | 3           | 1          | 1            | 0            | 0            | 0            | 0+9                              | 0+1                              | 0                                | 0                                | -                   | -                   | -                   | -                   | 21       | 1      | 3           | 1          |
| G. Higuaín    | 37       | 18      | 5           | 0          | 4            | 1            | 0            | 0            | 2+14                             | 1+7                              | 1+0                              | 0                                | 1                   | 2                   | 1                   | 0                   | 58       | 29     | 7           | 0          |
| G. Inler      | 20       | 1       | 4           | 0          | 2            | 0            | 1            | 0            | 0+11                             | 0                                | 0+1                              | 0                                | 1                   | 0                   | 0                   | 0                   | 34       | 1      | 6           | 0          |
| L. Insigne    | 20       | 2       | 0           | 0          | 1            | 0            | 0            | 0            | 2+5                              | 0                                | 0                                | 0                                | -                   | -                   | -                   | -                   | 28       | 2      | 0           | 0          |
| Jorginho      | 23       | 0       | 5           | 0          | 1            | 1            | 1            | 0            | 2+6                              | 0                                | 1+1                              | 0                                | 1                   | 0                   | 0                   | 0                   | 33       | 1      | 8           | 0          |
| K. Koulibaly  | 27       | 1       | 9           | 1          | 2            | 0            | 0            | 0            | 2+7                              | 0                                | 0                                | 0                                | 1                   | 0                   | 0                   | 0                   | 39       | 1      | 9           | 1          |
| D. López      | 32       | 1       | 5           | 0          | 3            | 0            | 0            | 0            | 0+9                              | 0+1                              | 0                                | 0                                | 1                   | 0                   | 0                   | 0                   | 45       | 2      | 5           | 0          |
| S. Luperto    | 1        | 0       | 0           | 0          | -            | -            | -            | -            | -                                | -                                | -                                | -                                | -                   | -                   | -                   | -                   | 1        | 0      | 0           | 0          |
| C. Maggio     | 29       | 0       | 7           | 1          | 1            | 0            | 0            | 0            | 2+7                              | 0                                | 0+1                              | 0                                | 1                   | 0                   | 0                   | 0                   | 40       | 0      | 8           | 1          |
| D. Mertens    | 31       | 6       | 4           | 1          | 4            | 0            | 0            | 0            | 2+13                             | 0+5                              | 0+1                              | 0                                | 1                   | 0                   | 1                   | 0                   | 51       | 11     | 6           | 1          |
| G. Mesto      | 6        | 0       | 1           | 0          | 2            | 0            | 1            | 0            | 0+6                              | 0                                | 0                                | 0                                | -                   | -                   | -                   | -                   | 14       | 0      | 2           | 0          |
| Michu         | 3        | 0       | 1           | 0          | -            | -            | -            | -            | 1+2                              | 0                                | 0                                | 0                                | -                   | -                   | -                   | -                   | 6        | 0      | 1           | 0          |
| J. Radošević  | 1        | 0       | 0           | 0          | -            | -            | -            | -            | -                                | -                                | -                                | -                                | -                   | -                   | -                   | -                   | 1        | 0      | 0           | 0          |
| Rafael        | 23       | -30     | 0           | 0          | -            | -            | -            | -            | 2+6                              | -4+-3                            | 0                                | 0                                | 1                   | -2                  | 0                   | 0                   | 32       | -39    | 0           | 0          |
| A. Rosati     | -        | -       | -           | -          | -            | -            | -            | -            | -                                | -                                | -                                | -                                | -                   | -                   | -                   | -                   | -        | -      | -           | -          |
| I. Strinić    | 9        | 0       | 1           | 0          | 2            | 0            | 1            | 0            | -                                | -                                | -                                | -                                | -                   | -                   | -                   | -                   | 11       | 0      | 2           | 0          |
| B. Uvini      | -        | -       | -           | -          | -            | -            | -            | -            | -                                | -                                | -                                | -                                | -                   | -                   | -                   | -                   | -        | -      | -           | -          |
| D. Zapata     | 21       | 6       | 2           | 0          | 1            | 0            | 0            | 0            | 1+8                              | 0+2                              | 0                                | 0                                | -                   | -                   | -                   | -                   | 31       | 8      | 2           | 0          |
| J. Zúñiga     | 7        | 0       | 0           | 0          | -            | -            | -            | -            | 0+3                              | 0                                | 0                                | 0                                | -                   | -                   | -                   | -                   | 10       | 0      | 0           | 0          |

## Giovanili

### Organigramma societario
Area direttiva
- Responsabile: Gianluca Grava
- Responsabile scouting: Luigi Caffarelli

Area tecnica
- Allenatore Primavera: Giampaolo Saurini
- Allenatore Allievi Nazionali: Nicola Liguori
- Allenatore Giovanissimi Nazionali: Massimo Carnevale

### Piazzamenti
- Primavera:
  - Campionato: 7º nel girone C
  - Coppa Italia: Ottavi di finale
  - Torneo di Viareggio: Quarti di finale
- Allievi Nazionali:
  - Campionato: 6º nel girone C
  - Torneo Città di Arco: 3º nel girone A[85]
  - Trofeo Nereo Rocco: 4º nel girone B[86]
- Giovanissimi Nazionali:
  - Campionato: Semifinali